# Ignoscito saepe alteri, numquam tibi
Ignoscito saepe alteri, numquam tibi ovvero "perdonerai spesso agli altri, ma mai a te stesso". 
Motto contenuto nelle Sentenze di Publilio Siro, anche noto come Publio Siro (per la verità la frase è contenuta nella sezione considerata spuria di tale opera) che ben descrive la morale a cui si dovevano idealmente riferire gli antichi romani nell'epoca di Giulio Cesare. 
Il rigore e la severità dovevano principalmente essere usati con sé stessi.
Il medesimo concetto è ribadito in un altro aforisma attribuito a Publilio Siro, dalle parole molto simili:
(Publilio Siro, Sententiae [Sententiae Falso inter Publilianas Receptae])